# 1236 Thaïs
1236 Thaïs är en asteroid i huvudbältet som upptäcktes den 6 november 1931 av den ryske astronomen Grigorij N. Neujmin vid Simeizobservatoriet på Krim. Asteroidens preliminära beteckning var 1931 VX. Asteroiden fick senare namn den grekiska hetären Thaïs, som följde Alexander den store under hans fälttåg.
Thaïs senaste periheliepassage skedde den 6 juni 2022. Dess rotationstid har beräknats till 72 timmar